# 1919

## أحداث
- تأسيس مدينة الدورادو، ميسيونيس وتقع حاليا في الأرجنتين.
- تأسيس مدينة جمشيدبور على يد جامستجي تاتا وتقع حاليا في الهند.
- 10 يناير: نهاية حصار المدينة المنورة خلال الحرب العالمية الأولى والذي بدأ في 10 يونيو 1916.
- بداية الحرب البولندية السوفيتية في 1 فبراير 1919 والتي انتهت في 1 مارس 1921.
- وقوع الحرب الإنكليزية الأفغانية الثالثة بداية من 6 مايو 1919 إلى 8 أغسطس 1919.
- بداية الحرب التركية اليونانية في 15 مايو 1919 والتي انتهت في 11 أكتوبر 1922.
- بداية الحرب البولندية الليتوانية في 1919 والتي انتهت في 1920.
- نهاية الحرب البولندية الأوكرانية في 17 يوليو 1919 والتي بدأت في 1 نوفمبر 1918.
- نهاية حروب الاستقلال الليتوانية في 1 أغسطس 1919 والتي بدأت في 1 ديسمبر 1918.
- نهاية الحرب الليتوانية السوفيتية في 1 أغسطس 1919 والتي بدأت في 1 ديسمبر 1918.

### يناير
- 1 يناير
  - في اسكتلندا، تغرق السفينة يولير على الصخور؛ مات 206 شخصاً.
  - إدسل فورد يخلف والده رئيساً لشركة فورد للسيارات.
  - انتفاضة سبارتاكوس: مظاهرات اشتراكية في برلين، تتحول إلى محاولة ثورة شيوعية.
- 6 يناير - ثيودور روزفلت، الرئيس السادي والعشرون للولايات المتحدة، يتوفى في نومه عن عمر يناهز 60 عاماً.
- 7 يناير
  - الأسبوع المأساوي (الأرجنتين)
  - حرب الاستقلال الإستونية: الجيش الأحمر السوفياتي يلقى مقاومة من القوات الاستونية.
  - انتفاضة عيد الميلاد في الجبل الأسود.
- 9 يناير - فريدريش إيبرت يأمر الفرايكوربس للتدخل في برلين.
- 10 يناير - 12 يناير - الفرايكوربس تهاجم انصار سبارتاكوس حول برلين، ألمانيا.
- 11 يناير - رومانيا تضم ترانسيلفانيا.
- 13 يناير - مجالس العمال في برلين نهاية الإضراب العام؛ سبارتاكوس هو أكثر من أسبوع.
- 15 يناير
  - مقتل روزا لوكسمبورغ وكارل ليبكنشت في أعقاب انتفاضة سبارتاكوس.
  - في حالات الكوارث دبس بوسطن: موجة من دبس صدر من انفجار خزان الاحتلالات من خلال بوسطن، أسفر عن مقتل 21 واصابة 150.
  - إغناتسه يان بادرفسكي يصبح رئيس وزراء بولندا.
  - الترجي الرياضي التونسي هو أقدم نادٍ رياضي متعدد الاختصاصات ينشط في تونس، أسس تحت شعار مقاومة الاحتلال الفرنسي من قبل ثلة من المثقفين
- 16 يناير - التصديق على التعديل الثامن عشر لدستور الولايات المتحدة الذي يسمح بمنع الكحول.
- 18 يناير
  - الحرب العالمية الأولى: افتتاح مؤتمر السلام في فرساي، فرنسا.
  - تأسس بنتلي موتورز في إنكلترا.
- 21 يناير
  - انعقاد أول دايل إيرن في دبلن.
  - كمين للشرطة في سولوهدبغ يسجل بداية حرب الاستقلال الإيرلندية.
- 23 يناير - انتفاضة خوتين اندلعت في خوتين، أوكرانيا.
- 25 يناير - تأسيس عصبة الأمم في باريس.
- 31 يناير
  - معركة جورج سكوير: إحدى أعنف أعمال الشغب في تاريخ غلاسكو.
  - حرب الاستقلال الإستونية: طرد الجيش الأحمر من أراضي إستونيا بالكامل.

### فبراير
- 3 فبراير - القوات السوفياتية تحتل أوكرانيا.
- 6 فبراير - بداية إضراب عام في سياتل. أضرب أكثر من 65,000 عامل.
- 11 فبراير
  - انتخاب فريدريش إيبرت رئيساً لألمانيا.
  - إضراب سياتل العام ينتهي باستدعاء نائب عام ولاية واشنطن للقوات الفيدرالية.
- 14 فبراير - الحرب السوفيتية البولندية تبدأ.
- 25 فبراير - ولاية أوريغون تضع 1% للغالون الأمريكي (0.26 سنت / للتر) ضريبة على البنزين، لتصبح أول ولاية أمريكية بفرض ضريبة البنزين.
- 26 فبراير - مرسوم من الكونغرس الأمريكي يجعل معظم الأخدود العظيم حديقة وطنية للولايات المتحدة.
- 28 فبراير - أمان الله خان يصبح ملك أفغانستان.

### مارس
- 1 مارس—يتم تشكيل حركة الأول من مارس ضد الحكم الاستعماري الياباني في كوريا.
- 2 مارس - اجتماع الدولية الشيوعية الأول في موسكو.
- 3 مارس - المحكمة العليا للولايات المتحدة تؤيد إدانة تشارلز شينك أمين الحزب الاشتراكي الأمريكي بتهمة انتهاك قانون التجسس لعام 1917.
- 4 مارس - تأسيس الشيوعية الدولية («الكومنترن»).
- 5 مارس - ألكساندر ميتشل بالمر يصبح نائب عام الولايات المتحدة خلال عطلة الكونغرس.
- 9 مارس - اندلاع ثورة 1919 المصرية.
- 15 مارس - الفيلق الاميركي يتشكل في باريس.
- 21 مارس - بيلا كون يؤسس الجمهورية المجرية السوفييتية
- 23 مارس - في ميلانو، إيطاليا، بنيتو موسوليني يؤسس حركته السياسية الفاشية.
- 31 مارس - بداية إضراب عام في حوض الرور.

### أبريل
- 6 أبريل - 7 أبريل تأسيس الجمهورية البافارية السوفييتية.
- 12 أبريل - اعتقال القاتل المتسلسل الفرنسي هنري لاندرو.
- 13 أبريل
  - مجزرة أمريتسار: القوات البريطانية والغوركا تقتل 379 سيخياً في البنجاب بالهند.
  - القيادي النقابي يوجين دبس يدخل في سجن اتلانتا الفدرالي، جورجيا، لحديثه علناً ضد التجنيد أثناء الحرب العالمية الأولى.
- 14 أبريل - إمبراطور النمسا ينتقل إلى المنفى في سويسرا.
- 15 أبريل - إنشاء صندوق أنقذوا الأطفال في المملكة المتحدة لجمع الأموال لإغاثة الأطفال الألمان والنمساويين.
- 23 أبريل - انعقاد أولى دورات الجمعية التأسيسية في إستونيا.
- 25 أبريل
  - تأسيس حركة باوهاوس المعمارية في فايمر بألمانيا.
  - الاحتفال بيوم الأنزاك لأول مرة في أستراليا.
  - بانشو فيا يأخذ مدينة بارال في المكسيك، ويشنق العمدة وولديه.
- 30 أبريل - اعتراض عدة قنابل في الموجة الأولى من التفجيرات الفوضوية في الولايات المتحدة.

### مايو
- 1 مايو
  - مظاهرة يسارية كبيرة في فرنسا تؤدي إلى مواجهة عنيفة مع الشرطة.
  - أعمال شغب تندلع في كليفلاند بولاية أوهايو، راح ضحيتها شخصين و 40 جريحاً وتم اعتقال 116.
- 3 مايو
  - قوات جمهورية فايمر والفرايكوربس تحتل ميونيخ وتسحق الجمهورية البافارية السوفييتي.
  - أمان الله خان يهاجم الحكومة البريطانية في الهند.
- 4 مايو - حركة الرابع من مايو تعارض المستعمرين الأجانب في الصين.
- 5 مايو تأسيس رابطة جمعيات الصليب الأحمر في باريس.
- 9 مايو - في بلجيكا، قانون انتخابي جديد يعطي حق الاقتراع لكل لرجال ويعطي الامتياز لفئات معينة من النساء.
- 15 مايو - عمال مدينة وينيبيغ يبدأون إضراباً عاماً لتحسين الأجور وظروف العمل.
- 16 مايو
  - طائرة كرتيس (NC - 4) للبحرية الأميركية، بقيادة ألبرت كوشينغ ريد، تنطلق من تريباسي بجزيرة نيوفاوندلاند، متجهة إلى جزر الأزور ومنها إلى لشبونة البرتغال، على متن أول رحلة طائرة عابرة للأطلسي.
  - نفذ الجيش في الأراضي اليونانية سميرنا من قبل السفن البريطانية.
- 17 مايو- لجنة ألف شكل تعترض على إضراب وينيبيغ العام.
- 19 مايو - مصطفى كمال أتاتورك ينزل في سامسون على ساحل على البحر الأسود الأناضولي، مسجلاً بداية حرب الاستقلال التركية. الذكرى السنوية لهذا الحدث هي أيضاً يوم ذكرى رسمي لليونانيين البنطيين.
- 23 مايو - جامعة كاليفورنيا تفتتح حرمها الجامعي الثاني في لوس أنجلوس. سـُمي في البداية الفرع الجنوبي من جامعة كاليفورنيا، وفي نهاية المطاف أعيدت تسميته إلى جامعة كاليفورنيا، لوس أنجلوس (UCLA)
- 25 مايو - بركان كيلون يثور في جاوة، وأسفر عن مقتل حوالي 20000.
- 29 مايو
  - نظرية آينشتاين في النسبية العامة اختبرت/تأكدت عبر مراقبة آرثر ستانلي إدنغتون لكسوف كامل في برينسيبي، ومن قبل أندرو كروملين في مدينة سوبرال بالبرازيل.[1]
  - «جمهورية مورا» تعلن رسمياً استقلالها عن المجر.
- 30 مايو - بالاتفاق مع المملكة المتحدة، وتأكيد عصبة الأمم لاحقاً، أعطيت بلجيكا الولاية على جزء من شرق أفريقيا الألماني (رواندا أوروندي).

### يونيو
- 2 يونيو إرسال بريد ملغوم لعدة شخصيات بارزة كجزء من التفجيرات الفوضوية بالولايات المتحدة.
- 4 يونيو - حقوق المرأة: وافق الكونغرس الأمريكي على التعديل التاسع عشر لدستور الولايات المتحدة، الذي من شأنه ضمان حق التصويت للمرأة، وأرسله إلى الولايات الأمريكية للتصديق عليها.
- 6 يونيو - الجيش الأحمر المجري يهاجم جمهورية مورا.
- 14 يونيو - السير جون ألكوك فارس الإمبراطورية البريطانية والحاصل على وسام خدمة الصليب المتميزة مع الملازم الملاح آرثر براون ويتن، قاد أول رحلة من دون توقف عبر المحيط الأطلسي من سانت جونز، جزيرة نيوفاوندلاند إلى كليفدن، كونيمارا، إيرلندا.
- 15 يونيو - بانشو فيا يهاجم سيوداد خواريز، المكسيك. عبرت وحدتين من فوج الفرسان 7 من جيش الولايات المتحدة عندما تبدأ الرصاص جوا إلى الجانب الاميركي من الحدود، والحدود لصد القوات فيلا بعيدا عن الأراضي الأميركية.
- 17 يونيو - قتلت الشرطة البريطانية الرقيب توماس الخضراء خلال مكافحة الشغب إبسوم من قبل القوات الكندية.
- 21 يونيو
  - إضراب وينيبيغ العام: شرطة الشمال الغرب الخيالة الملكية تطلق وابلاً من الرصاص على حشد من قدامى المحاربين العاطلين عن العمل مما أدى إلى مقتل اثنين منهم.
  - الأميرال لودفيش فون رويتر يغرق الأسطول الألماني في سكابا فلو، اسكتلندا. قـُتل تسعة بحارة ألمان.
  - الطائرة مجنح القدم أمريكان اكسبريس المصيد النار على وسط مدينة شيكاغو. مقتل اثنين من الركاب، أحد أفراد الطاقم و 10 شخصا على الأرض. ومع ذلك، شخصين بالمظلة إلى الأرض بأمان.[2]
- 23 يونيو - حرب الاستقلال الإستونية - معركة سيسس: الجيش الإستوني يفوز في لاتفيا الشمالية ضد قوات البالتش لاندسفير المؤيدة لألمانيا.
- 28 يونيو
  - تأسيس منظمة العمل الدولية كوكالة تابعة لعصبة الأمم.
  - التوقيع على معاهدة فرساي، التي أنهت الحرب العالمية الأولى.

### يوليو
- 2 يوليو - انعقاد المؤتمر السوري في دمشق.
- 6 يوليو - المنطاد البريطاني R34 يهبط في نيويورك، مستكملاً أول عبور للمحيط الأطلسي بواسطة منطاد.
- 7 يوليو - الجيش الأمريكي يرسل قافلة عبر الولايات المتحدة القارية، بداية من واشنطن العاصمة، لتقييم إمكانية عبور أمريكا الشمالية عن طريق البر. استغرق هذا المعبر عدة أشهر لإكماله، لأن بناء نظام الطرق السريعة الأمريكية لم تبدأ بعد.
- 19 يوليو - تأسيس وزارة خارجية جمهورية أذربيجان الديمقراطية بمرسوم صادر عن مستشارية الشؤون الخارجية.[3]
- 31 يوليو - إضراب رجال الشرطة في لندن وليفربول للاعتراف بالاتحاد الوطني للشرطة وضباط السجون، وفصل أكثر من 2000 مضرب.

### أغسطس
- 1 أغسطس - انهيار جمهورية بيلا كون السوفييتية في المجر.
- 3 أغسطس - الجيش الروماني يحرر تيميشوارا من الاحتلال المجري.
- 4 أغسطس - الجيش الروماني يحتل بودابست.
- 11 أغسطس - في ألمانيا، إعلان دستور فايمر سارياً للمفعول.
- 18 أغسطس - تدمير معظم الأسطول البلشفي في كرنشتات، بالقرب من بتروغراد على بحر البلطيق، من قبل طائرات عسكرية وزوارق طوربيد ألمانية في عملية مشتركة.
- 19 أغسطس - استقلال أفغانستان عن المملكة المتحدة.
- 16 أغسطس - 26 أغسطس - انتفاضة السيليزية الأولى: البولنديون في سيليزيا العليا ينتفضون ضد الألمان.
- 31 أغسطس - تأسيس الحزب الشيوعي الأميركي.

### سبتمبر
- 6 سبتمبر - بعثة للجيش الأمريكي عبر أنحاء أميركا، بدأت في 7 يوليو، تنتهي في سان فرانسيسكو.
- 10 سبتمبر - توقيع معاهدة سان جرمان، منتهيةً الحرب العالمية الأولى مع الإمبراطورية النمساوية المجرية.
- 10 سبتمبر - 15 سبتمبر: إعصار مفاتيح فلوريدا يقتل 600 في خليج المكسيك وفلوريدا وتكساس.
- 12 سبتمبر
  - بينما كان يعمل جاسوساً للشرطة، أُمر الزعيم النازي أدولف هتلر بمراقبة حزب العمال الألماني.
  - غابرييلي دانونسيو، مع حاشيته، يقومون بمسيرات في فيومي ويقنعون القوات الإيطالية بالانضمام إليه.
- 22 سبتمبر - بداية إضراب الصلب في جميع أنحاء الولايات المتحدة.
- 27 سبتمبر - آخر قوات الجيش البريطاني تغادر أرخانغلسك بروسيا، وتترك القتال للروس.

### أكتوبر
- 2 أكتوبر - الرئيس وودرو ويلسون يصاب بجلطة دماغية خطيرة، وجعلته معاقاً حتى نهاية حياته - في عام 1924.
- 13 أكتوبر - تم توقيع إتفاقية تنظيم الملاحة الجوية.
- 23 أكتوبر - اغتيال مبارك التوزونيني على يد وزيره بلقاسم النكادي بين الريصاني وأرفود.
- 28 أكتوبر - التصديق على حظر الكحول في الولايات المتحدة: الكونغرس الأمريكي يمرر قانون فولستد فوق فيتو الرئيس وودرو ويلسون. لم يدخل الحظر حيز التنفيذ حتى 19 يناير 1920، وفقاً لأحكام التعديل الثامن عشر لدستور الولايات المتحدة.

### نوفمبر
- 1 نوفمبر - بداية إضراب الفحم. عمال المناجم المتحدون بقيادة جون لويس تعلن إضرابا من 1 نوفمبر 1919. وجاء الاتفاق النهائي في 10 ديسمبر.
- 7 نوفمبر - إجراء أول غارة من غارات بالمر في الذكرى الثانية للثورة الروسية. اعتقل أكثر من 10,000 من الشيوعيين والفوضويين المشتبه في 23 مدينة أميركية مختلفة.
- 9 نوفمبر - ظهور فيليكس القط الماكر، أول شخصية كرتونية تصبح شعبية.
- 10 نوفمبر - انعقاد المؤتمر الوطني الأول للفيلق الأمريكي في منيابولس، مينيسوتا (حتى 12 نوفمبر).
- 11 نوفمبر - مذبحة سنتراليا في مدينة سنتراليا، واشنطن أسفرت عن مصرع أربعة أعضاء من الفيلق الأميركي، وإعدام زعيم محلي من اتحاد العمال الصناعيين العالمي دون محاكمة.
- 16 نوفمبر - بعد ضغوط الاتفاق الودي القوات الرومانية تنسحب من بودابست، والسماح للاميرال هورتي بالسير إليها.
- 19 نوفمبر
  - إعلان تأكيد نظرية آينشتاين للنسبية العامة، واختبارها من قبل آرثر ستانلي إدنغتون وأندرو كروميلين خلال الكسوف الشمسي الكلي على 29 مايو 1919.
  - فشل معاهدة فرساي بتصويت حاسم للتصديق بمجلس الشيوخ الأمريكي. ولن يتم المصادقة عليها من الولايات المتحدة.
- 27 نوفمبر - التوقيع على معاهدة نويي بين الحلفاء وبلغاريا.
- 30 نوفمبر- أعلن مسؤولون الصحيون أن جائحة الانفلونزا الأسبانية قد انتهت.

### ديسمبر
- 1 ديسمبر - انتخاب الأمريكية المولد نانسي أستور ثاني امرأة في مجلس عموم المملكة المتحدة (كان الأولى كونستانس ماركيفيتش)، وأصبحت أول نائبة بأخذ مقعدها.
- 5 ديسمبر - وزارة الحرب التركية تعفي اليونانيين والأرمن واليهود من الخدمة العسكرية.
- 21 ديسمبر - الولايات المتحدة ترحل 249 شخصا، من بينهم إيما غولدمان، إلى روسيا على متن البوفورد.

## مواليد
- أحمد السقاف
- ألبرت باتو
- أنور أبو سحلي
- إحسان عبد القدوس
- إدموند هيلاري
- إيزاك فانوس
- باجي مختار
- باولو سوليري
- بداه ولد البصيري
- بوب بيزلي
- تومي لاوتون
- جان تاميني
- جبرا إبراهيم جبرا
- جورج كادلي برايس
- جورج والاس
- جوليو أندريوتي
- جيانكارلو دي كارلو
- جيروم ديفيد سالينغر
- جيلو بونتيكورفو
- جيمس بوكنان جونيور
- حسن الإمام
- حسين بن علي عرب
- حليم الرومي
- حمد بن إبراهيم الحقيل
- حمزة خضران
- حيدر عبد الشافي
- خليل حاوي
- خوسيه فيلالونغا
- خير الله طلفاح
- دوريس ليسينغ
- دونالد كرام
- راقية إبراهيم
- رياض غالي
- رينيه غاليس
- زكي قنصل
- سالم حنا خميس
- سر الختم الخليفة
- عبد الحكيم عامر
- عبد الرزاق البصير
- عبد العزيز الدوري
- عبد الكريم اليافي
- عبد الكريم غلاب
- عبد الله عبد الجبار
- عبد المنعم رياض
- عدنان المالكي
- علوي الغريفي
- على الشعالية
- علي السريتي
- علي عبد العزيز صبري
- علي جواد الطاهر
- عيسات إيدير
- فتحي قورة
- فضل الرحمن
- فيكرام سرابهاي
- كامل جاويش
- كاميليا
- كمال الشيخ
- كييتشي ميازاوا
- لوتشيو جيلي
- لورانس تيرني
- لوسيان تروبيل
- محمد بوضياف
- محمد رضا بهلوي
- محمد سياد بري
- محمد عبد الرحمن خليفة
- محمد عبد المحسن ناصر الخرافي
- محمد علي دبوز
- محمد قطب
- محمد كريم العمراني
- محمود شيت خطاب
- منيف الرزاز
- ميخائيل كلاشنكوف
- وصفي التل
- وليام فرانسيس كوين
- ويليام ليبسكوم
- علي أصغر محمدوف

### يناير
- 31 يناير - مرتضي المطهري، عالم دين وفيلسوف إسلامي ومفكر وكاتب شيعي إيراني، ومن منظّري الجمهورية الإسلامية في إيران.

### يوليو
- 2 يوليو - إلكان بلاوت، عالم كيمياء حيوية أمريكي.

### أكتوبر
- 26 أكتوبر - ولادة محمد رضا بهلوي في مدينة طهران الإيرانية.
- 30 أكتوبر - محمود إبراهيم سلامة.

## وفيات
- آرون آرونسون
- أندرو كارنجي
- أوجست رينوار
- إرنست هيكل
- إميل فيشر
- إيمليانو زاباتا
- بكري الصدفي
- تركي الأول بن عبد العزيز آل سعود
- الجوهرة بنت مساعد بن جلوي آل سعود.
- ثيودور روزفلت
- جون وليم ريليه
- حفني ناصف
- روزا لكسمبورغ
- عبد الله العسيس
- غورغ فون هيرتلنغ
- فلاديمير لياكهوف
- كارل شبيتلر
- كارل غيلوروب
- ليمان فرانك بوم
- ماساتاكه تيراأوتشي
- محمد فريد
- ويليام أوسلر
- علي محمود الريماوي، شاعر فلسطيني.
- مبارك التوزونيني، ثائر ومجاهد مغربي.

### يوليو
- 17 يوليو - عبد الله البهبهاني عالم دين ومجتهد شيعي إيراني ومن قادة الثورة الدستورية الفارسية.

## نال جائزة نوبل
- في الفيزياء – الألماني يوهانس شتارك.
- في الكيمياء – محجوبة.
- في الطب – البلجيكي جول بورديه.
- في الأدب – السويسري كارل شبيتلر.
- في السلام – الرئيس الأمريكي وودرو ويلسون.